# Ковтун Ілля Юрійович
Ілля́ Ю́рійович Ко́втун (нар. 10 серпня 2003, Черкаси, Україна) — у минулому український, а з 2025 року - хорватський гімнаст, срібний призер Олімпійських ігор 2024 року. Бронзовий призер чемпіонату світу та Європи з багатоборства. Призер юніорського чемпіонату світу, шестиразовий чемпіон Європи серед юніорів, призер чемпіонату Європи серед юніорів, багаторазовий чемпіон та призер Європейського юнацького олімпійського фестивалю. Заслужений майстер спорту України. У липні 2025 року отримав громадянство Хорватії.

## Біографія
Ілля Ковтун народився 10 серпня 2003 року в Черкасах. Батьки — Юлія та Юрій Ковтуни — віддали сина та старшу доньку майже в чотири роки на гімнастику. Перші заняття Іллі відбулися в Черкаській обласній дитячо-юнацькій спортивній школі «Олімпія», де він почав тренування зі своєю чинною тренеркою Іриною Надюк.
Освіту здобув у Свидівоцькій загальноосвітній школі та Школі І-ІІІ ступенів № 151 міста Києва[джерело?].
У січні 2024 року Ковтун почав процес зміни громадянства на хорватське, планував продовжити кар'єру у складі збірної Хорватії. Федерація гімнастики Хорватії також погодила запит про зміну громадянства, який подала Ірина Горбачова-Надюк, тренерка Іллі.

## Спортивна кар'єра

### 2018
На чемпіонаті Європи в Глазго, Шотландія, здобув перемогу на паралельних брусах з оцінкою 14.000 балів.
За результатами серпня завдяки перемозі в чемпіонаті Європи Національним олімпійським комітетом Черкаської області Іллю було визнано спортсменом серпня.

### 2019

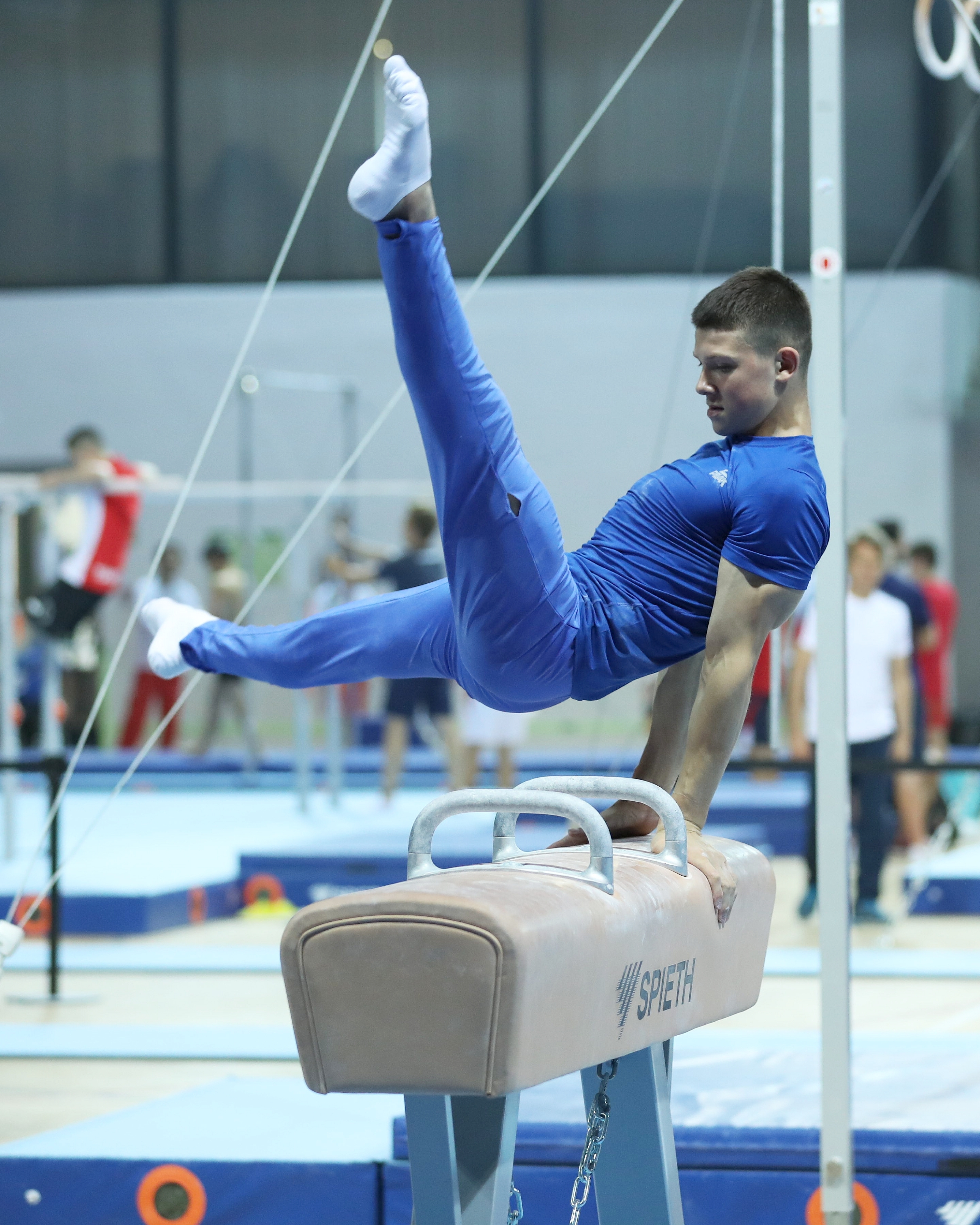
На юніорському чемпіонаті світу 2019

У червні на першому в історії юніорському чемпіонаті світу в командних змаганнях разом з Назаром Чепурним та Володимиром Костюком виборов срібну нагороду. У фіналі багатоборства з 80.264 бала здобув бронзову нагороду. У фіналі вправ на коні з 11.800 бала посів сьоме місце, а на паралельних брусах з 13.466 бала зупинився за крок до п'єдесталу.
У липні на Європейському юнацькому олімпійському фестивалі 2019 в Баку, Азербайджан, у командних змаганнях разом з Назаром Чепурним та Володимиром Костюком здобув перемогу. У багатоборстві з 82.000 балами виборов друге за турнір золото. У фіналі вільних вправ, поступившись лиш товаришу по команді Назару Чепурному, здобув срібну нагороду, а у другий день фіналів в окремих видах додав до особистої скарбнички медалей дві золоті нагороди в паралельних брусах та поперечині.

### 2020
У грудні під час пандемії коронавірусу на чемпіонаті Європи серед юніорів разом з Володимиром Костюком, Радомиром Стельмахом, Микитою Мельниковим та Іваном Севруком уперше в історії збірної України здобули перемогу в командній першості. У фіналі багатоборства з результатом 81.465 бала випередив товариша по команді Володимира Костюка та здобув перемогу. У фіналах в окремих видах у перші дні змагань здобув ще три золоті нагороди (на коні, кільцях та паралельних брусах) та одну срібну (в опорному стрибку).

### 2021

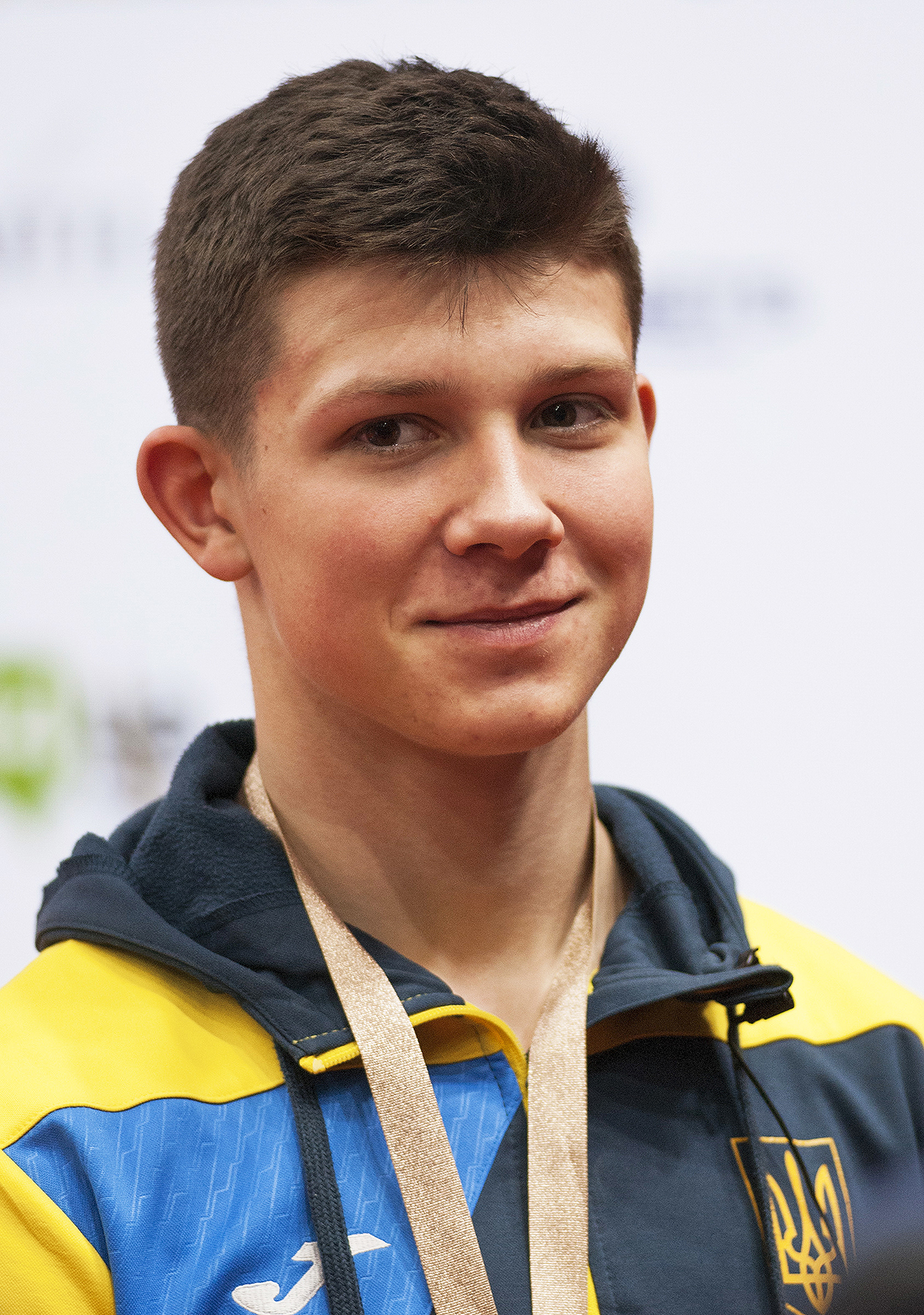
Після перемоги на Ukrainian International Cup в абсолютній першості (Київ, 2021)

На дебютному дорослому чемпіонаті Європи в Базелі, Швейцарія, у кваліфікації посів 11 місце в багатоборстві, що не дозволило здобути особисту ліцензію на Олімпійські ігри в Токіо. У фіналі багатоборства з результатом 84.864 бала здобув першу в кар'єрі бронзову нагороду, ставши другим наймолодшим призером континентальної першості в історії. У фіналі на коні посів восьме місце, а на паралельних брусах завершив змагання п'ятим.
На Олімпійських іграх в Токіо у фіналі командної першості спільно з Петром Пахнюком, Євгеном Юденковим та Ігорем Радівіловим з сумою 246.394 бала посіли сьоме місце. У фіналі багатоборства з сумою 83.797 бала посів одинадцяте місце.

### 2022
Сезон 2022 року розпочався з етапу Кубка світу в Котбусі. У перший день змагань, 24 лютого, відбулося російське вторгнення в Україну. Ковтун виступив успішно, став чемпіоном на паралельних брусах та виграв срібну медаль у вправах на коні. Він також виступив у фіналі вільних вправ (четвертете місце) та вправ на перекладині (п'яте місце).

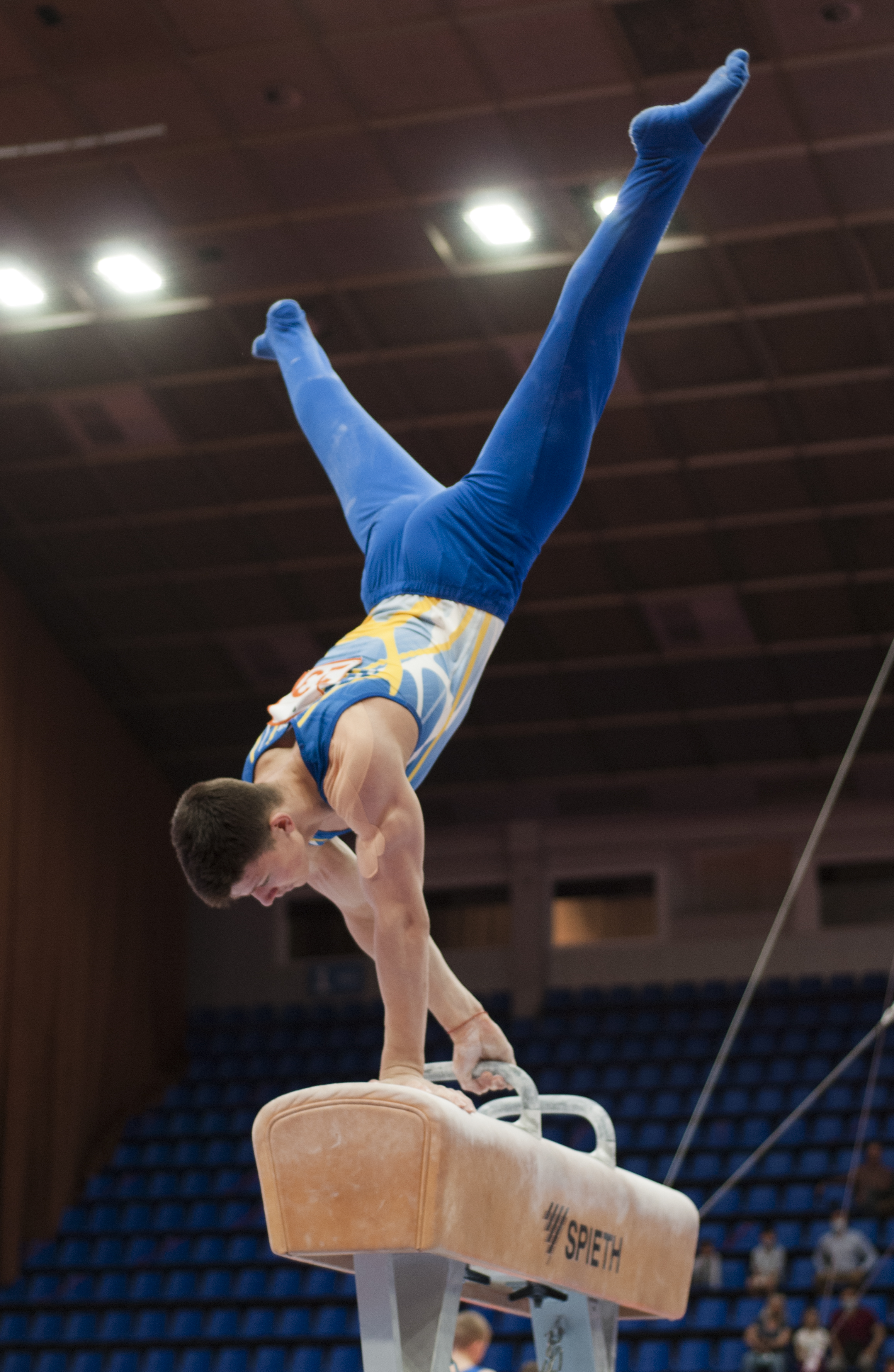
Виступ на коні, Ukraine International Cup 2021

З 2 по 5 березня відбувся етап Кубка світу в Досі. Ковтун зумів вийти у фінал на усіх шести снарядах. У перший день фіналів став другим у вільних вправах, п'ятим — у вправах на коні та шостим у вправах на кільцях. Наступного дня став шостим в опорному стрибку, здобув золото на паралельних брусах та бронзу на перекладині. Під час церемонії нагородження медалістів вправ на паралельних брусах, де Ковтун став переможцем, відбувся міжнарожний конфлікт. Російський гімнаст Іван Куляк, який став третім, зійшов на п'єдестал із літерою Z на формі, символом російської армії, та підтримки воєнних дій проти України. Міжнародна федерація гімнастики відкрила дисциплінарне провадження проти російкого гімнаста за цей вчинок.
На етапі Кубка світу в Каїрі Ковтун вийшов у фінал змагань на паралельних брусах, здобувши третю перемогу поспіль на цьому снаряді. Останній, четвертий етап Кубка світу відбувся на початку квітня в Баку. Ковтун знову виграв золоту медаль на паралельних брусах, ставши переможцем загального заліку Кубка світу. На цьому етапі він також став четвертим у вільних вправах та третім на перекладині.
На чемпіонаті Європи в Мюнхені не зумів вдало виступити в багатоборстві — допустив помилку у вправах на перекладині та кільцях. У підсумку посів одинадцяте місце, але з третім результатом зумів кваліфікуватися у фінал на паралельних брусах та вільних вправах. У командних змаганнях збірна України не зуміла вийти у фінал, посівши дев'яте місце у кваліфікації, але цього результату було достатньо щоб отримати ліцензію на чемпіонат світу. У фіналі вільних вправ посів п'яте місце, а на паралельних брусах, разом із британцем Джо Фрейзером, отримав найвищу оцінку, але техніка виконання програми Ковтуна була нижча, через що він виграв лише срібну медаль.
На чемпіонаті світу в Ліверпулі, Велика Британія, на перше тренування вийшов у жовтій футболці із закликом синім кольором «Stop war» («Зупиніть війну»), яка була приурочена повномасштабному російському вторгненню в Україну. Міжнародна федерація гімнастики віднесла заклик до політичних заяв, що є неприпустимим для міжнародних змагань, та, обмежившись попередженням, заборонила збірній України вдягати подібні футболки на турнірі. Кваліфікація для гімнаста, як і для усієї збірної України, склалася невдало: Ковтун вийшов у фінал багатоборства з п'ятнадцятим результатом, а також став першим запасним у вправах на паралельних брусах. Збірна України посіла 21 місце серед 24 країн. У фіналі багатоборства Ковтун покращив свої результати, посівши сьоме місце.

### 2023
Першим турніром у новому сезоні для Ковтуна став етап італійської Серії А, де разом з командою «Palagym Palestra Ginnastica Ferrara» він посів четверте місце, а також виграв золото у вправах на коні, паралельних брусах та перекладині.

На етапі Кубка світу в Котбусі зумів виграти золото у вправах на паралельних брусах, а також посів п'яте місце в опорному стрибку та перекладині. На наступному етапі, який відбувся в Досі, знову став переможцем на паралельних брусах, та п'ятим у вправах на коні та перекладині. На етапі в Баку виграв срібло у вільних вправах та на паралельних брусах, а також став п'ятим у вправах на коні. Таким чином у гімнаста перервалася серія із шести поспіль перемог на етапах Кубка світу у вправах на паралельних брусах.

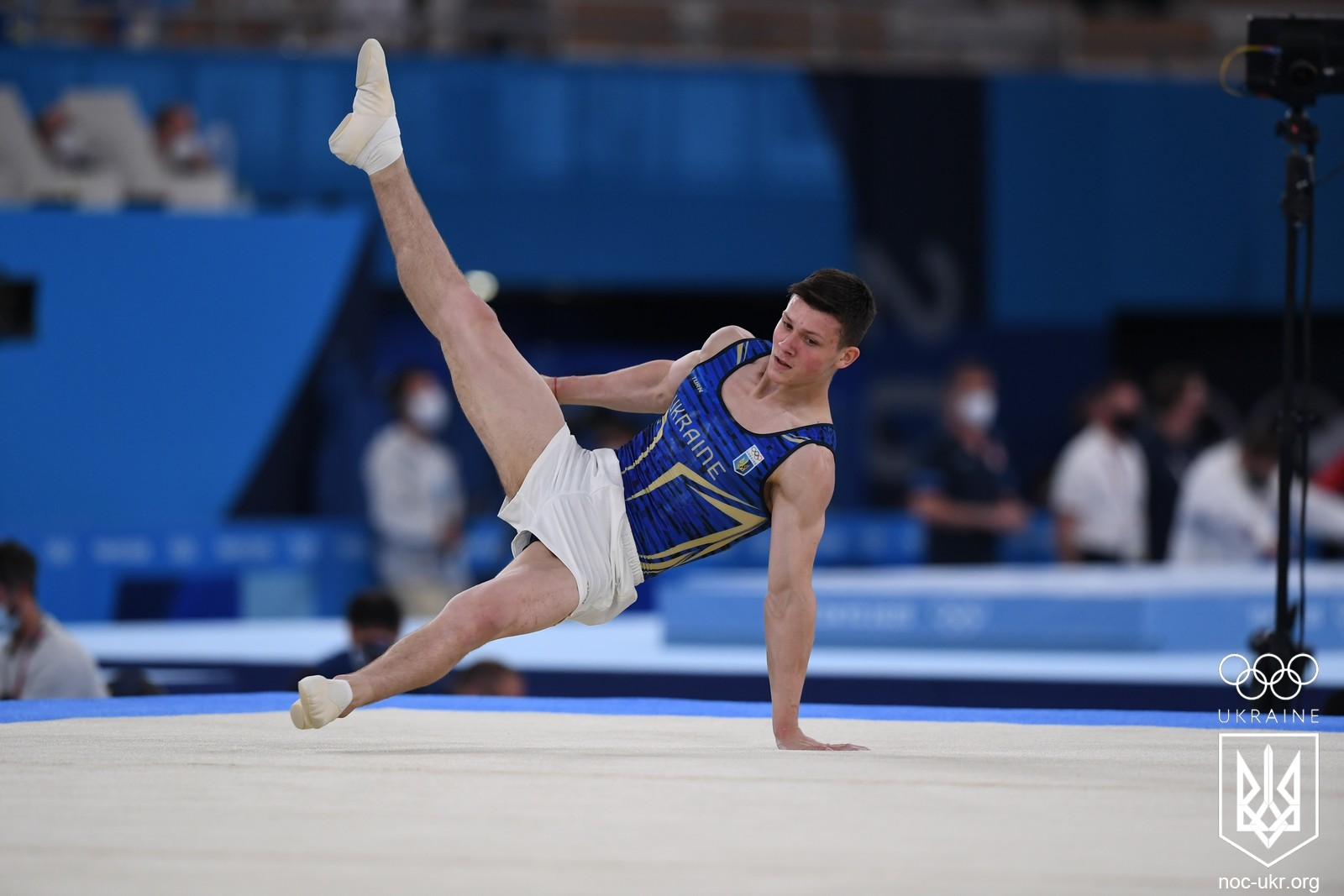
На Олімпійських іграх 2020 в Токіо

На чемпіонаті Європи, який відбувся в Анталії, Ковтун дуже вдало пройшов кваліфікацію, ставши першим у багатоборстві, а також вийшовши у фінал на чотирьох снарядах: вільні вправи, кінь, паралельні бруси та перекладина. Збірна України в підсумку посіла дев'яте місце та зуміла кваліфікуватися на чемпіонат світу. 13 квітня відбувся фінал багатоборства, де Ковтун став бронзовим призером змагань. Гімнаст був близьким до того, щоб залишитися без медалі, оскільки припустився грубих помилок у вправах на коні, а також в опорному стрибку, але найкращі результати серед всіх учасників у вправах на паралельних брусах та перекладині дозволили йому піднятися на третє місце. У заключний день змагань в окремих видах багатоборства Ілля виборов перше місце на своєму «коронному» приладі — паралельних брусах, а також бронзову медаль на поперечині, яка стала першою за багато років медаллю чемпіонатів найвищого рівня, виграною в цьому виді знарядь українцями.
30 квітня 2023 року Ілля Ковтун завоював два золоті в останній день Кубка світу в Каїрі після двох медалей на його старті, також став бронзовим призером у вправах на коні, виконав золотий дубль у вправах на перекладині та паралельних брусах, виграв «золото» у вільних вправах та на перекладині, що стало першою золотою медаллю в кар'єрі спортсмена на рівні Кубка світу.
У червні виступив на Кубку виклику в Осієці, де став переможцем на паралельних брусах, а також бронзовим призером на коні. У жовтні виступив на чемпіонаті світу, який був кваліфікаційним на літні Олімпійські ігри 2024.

### 2024

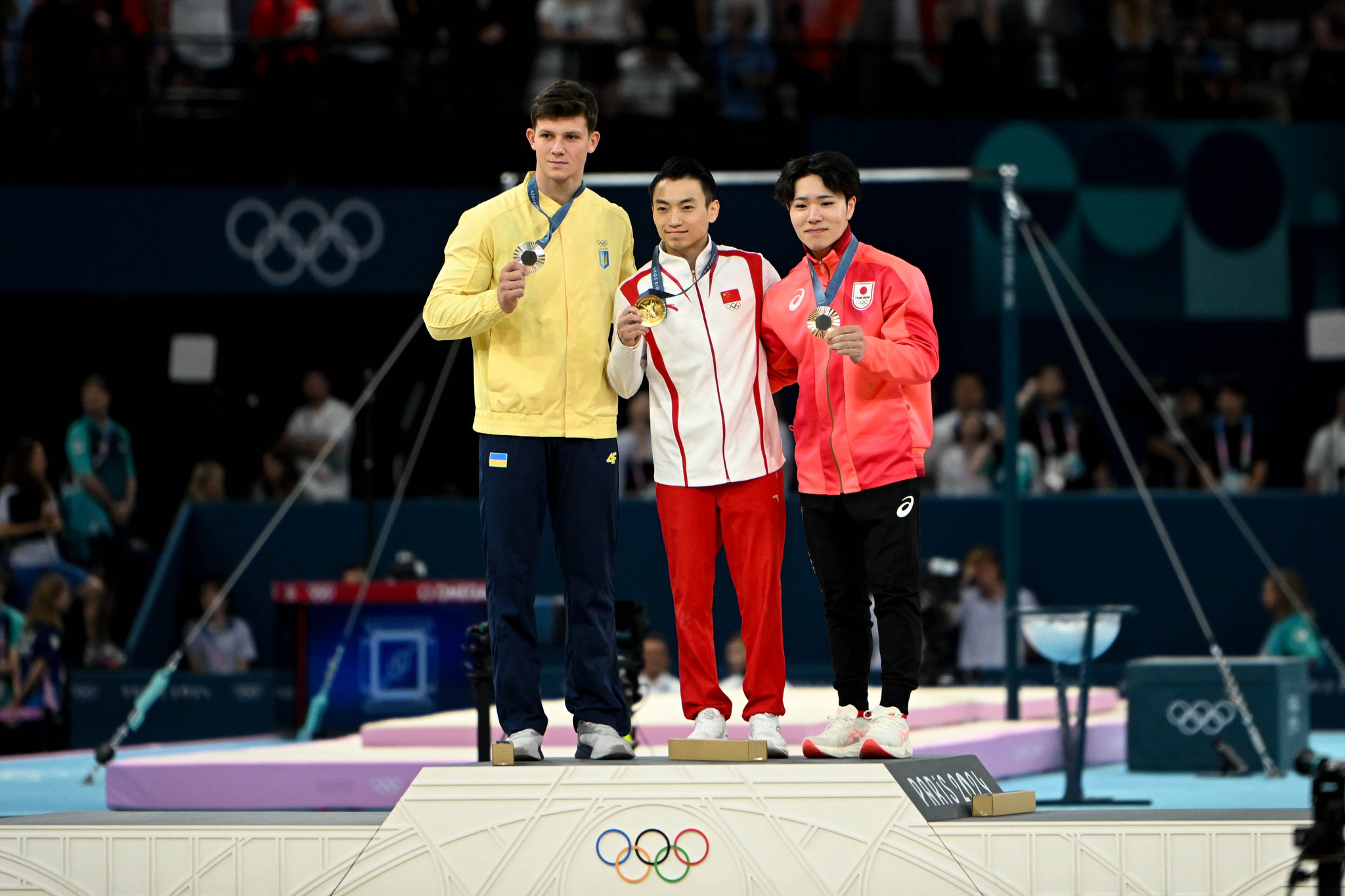
Ілля Ковтун, Цзоу Цзиньюань та Ока Сінносуке на церемонії нагородження Олімпійських ігор 2024

Українська збірна на літніх Олімпійських іграх 2024 виступила у складі: Ковтун, Верняєв, Чепурний, Радівілов, Стельмах та посіла підсумкове 12-те місце в командній кваліфікації. Цей результат дозволив кваліфікуватися на Олімпійські ігри повною командою. Сам Ковтун припустився помилок у вільних вправах та на поперечині, посівши 19-те місце у кваліфікації багатоборства, що було достатньо для потрапляння у фінал. Окрім цього, гімнаст з другого місця кваліфікувався у фінал на паралельних брусах. 5 жовтня відбувся фінал багатоборства, у якому Ковтун зумів стабільно пройти свою програму, завоювавши срібну медаль. Він поступився лише чинному олімпійському та світовому чемпіону Дайкі Гашимото. Це досягнення стало найбільшим для українських гімнастів у багатоборстві на чемпіонатах світу. 8 жовтня відбувся фінал на паралельних брусах, де через помилки у виконанні Ковтун посів лише 5-те місце.

### 2025
У липні Ковтун отримав хорватське громадянство.

## Результати на турнірах
| Рік                | Змагання                                | КБ | ІБ | Вільні вправи | Кінь | Кільця | Опорний стрибок | Паралельні бруси | Перекладина |
| ------------------ | --------------------------------------- | -- | -- | ------------- | ---- | ------ | --------------- | ---------------- | ----------- |
| Юніорські змагання |                                         |    |    |               |      |        |                 |                  |             |
| 2018               | Чемпіонат Європи                        | 5  |    |               |      |        |                 | 1                |             |
| 2019               | Чемпіонат світу                         | 2  | 3  | 11            | 6    | 21     |                 | 4                | 12          |
| 2019               | Юнацький олімпійський фестиваль         | 1  | 1  | 2             |      |        |                 | 1                | 1           |
| 2020               | UKRAINE INTERNATIONAL CUP               | *  | 1  | 1             |      | 1      |                 | 1                | 1           |
| 2020               | Чемпіонат України, листопад (МСУ)       | 2  | 1  | 1             | 1    | 1      | 3               | 1                | 1           |
| 2020               | Чемпіонат Європи                        | 1  | 1  | 14            | 1    | 1      | 2               | 1                | 7           |
| Дорослі змагання   |                                         |    |    |               |      |        |                 |                  |             |
| 2021               | Чемпіонат м. Києва                      |    | 1  |               |      |        |                 |                  |             |
| 2021               | Італійський клубний чемпіонат           | 1  |    |               | 1    | 2      |                 | 1                |             |
| 2021               | Чемпіонат України, м. Кропивницький     | 4  | 1  | 1             | 1    | 4      | 3               | 1                |             |
| 2021               | Італійський клубний чемпіонат           | 3  |    |               |      |        |                 |                  |             |
| 2021               | Чемпіонат Європи                        |    | 3  | 13            | 8    | 36     |                 | 5                | 62          |
| 2021               | UKRAINE INTERNATIONAL CUP               | 1  | 1  | 3             | 1    |        | 6               | 1                | 2           |
| 2021               | Кубок виклику у Варні                   |    |    | 4             | 1    | 12     | 11              | 1                | 15          |
| 2021               | Кубок виклику в Каїрі                   |    |    | 1             | 1    | 8      | 3               | 3                | 1           |
| 2021               | Олімпійські ігри                        | 7  | 11 | 60            | 31   | 60     |                 | 28               | 27          |
| 2021               | Кубок виклику в Копері                  |    |    | 3             | 2    |        |                 | 8                | 18          |
| 2021               | Кубок виклику в Мерсіні                 |    |    | 2             | 2    |        |                 | 1                | 6           |
| 2021               | Гран-прі Угорщини                       |    |    | 1             | 2    | 6      | 5               | 1                | 1           |
| 2021               | Чемпіонат світу                         |    | 3  | 11            | 26   | 50     |                 | 14               | 7           |
| 2021               | Меморіал Артура Гандери                 |    | 3  |               |      |        |                 |                  |             |
| 2021               | Кубок Швейцарії                         | 2  |    |               |      |        |                 |                  |             |
| 2022               | Кубок світу в Котбусі                   |    |    | 4             | 2    | 18     | 18              | 1                | 5           |
| 2022               | Кубок світу в Досі                      |    |    | 2             | 5    | 6      | 6               | 1                | 3           |
| 2022               | Кубок світу в Каїрі                     |    |    | 10            | 18   | 16     |                 | 1                | 18          |
| 2022               | Кубок світу в Баку                      |    |    | 4             | 17   | 10     | 11              | 1                | 3           |
| 2022               | Maccabiah Games and Israel Championship | 3  |    |               |      |        |                 | 1                |             |
| 2022               | Чемпіонат Європи                        | 9  | 11 | 5             | 26   | 84     |                 | 2                | 73          |
| 2022               | Кубок виклику в Сомбатхеї               |    |    | 1             | 21   |        |                 | 1                | 9           |
| 2022               | Чемпіонат світу                         | 21 | 7  | 90            | 17   | 95     |                 | 9                | 32          |
| 2022               | Меморіал Артура Гандери                 |    | 1  | 7             | 1    |        | 1               | 1                |             |
| 2023               | Італійська Серія А                      | 4  |    |               | 1    | 14     |                 | 1                | 1           |
| 2023               | Кубок світу в Котбусі                   |    |    | 16            | 26   | 20     | 5               | 1                | 5           |
| 2023               | Кубок світу в Досі                      |    |    | 31            | 5    | 32     | 18              | 1                | 5           |
| 2023               | Кубок світу в Баку                      |    |    | 2             | 5    | 16     | 20              | 2                | 11          |
| 2023               | Чемпіонат Європи                        | 9  | 3  | 6             | 5    | 19     |                 | 1                | 3           |
| 2023               | Кубок світу в Каїрі                     |    |    | 1             | 3    | 14     | 8               | 1                | 1           |
| 2023               | Кубок виклику в Осієці                  |    |    | 29            | 3    | 6      | 8               | 1                | 6           |
| 2023               | Чемпіонат світу                         | 12 | 2  | 95            | 13   | 63     |                 | 5                | 122         |
| 2024               | Кубок світу в Каїрі                     |    |    |               | 8    | 22     |                 | 1                | 22          |
| 2024               | Кубок світу в Котбусі                   |    |    | 11            | 4    | 27     |                 | 1                | 15          |
| 2024               | Кубок світу в Баку                      |    |    | 8             | 14   |        |                 | 1                | 14          |
| 2024               | Кубок виклику в Осієці                  |    |    | 1             | 18   | 1      | 16              | 2                | 21          |
| 2024               | Чемпіонат Європи                        | 1  | 6  | 109           | 30   | 28     | 8               | 1                | 1           |
| 2024               | Кубок виклику в Копері                  |    |    | 1             | 1    | 2      | 10              | 1                | 6           |
| 2024               | Олімпійські ігри                        | 5  | 4  | 4             | 34   | 43     |                 | 2                | 48          |
| 2024               | Меморіал Артура Гандери                 |    | 1  |               |      |        |                 |                  |             |

*змішана команда
**курсивом виділено місце спортсмена у кваліфікації

## Іменний елемент
На кубку виклику в Копері, Словенія, у 2021 році виконав на паралельних брусах елемент «переворот назад з упору на руках та поворот на чверть оберту до бруса», який отримав назву «Kovtun». Елемент групи С.

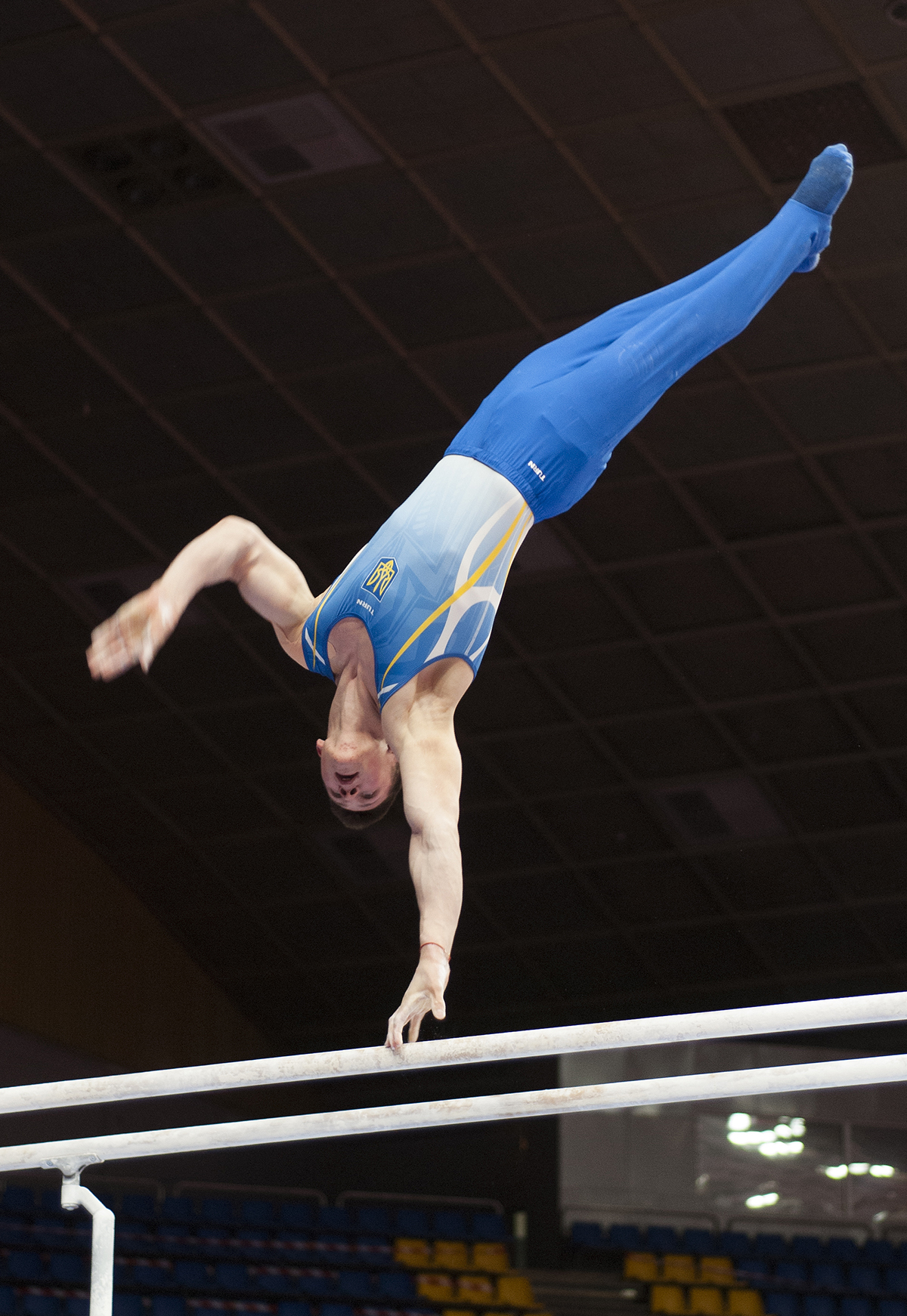
Ілля Ковтун виконує свій іменний елемент the Kovtun на паралельних брусах

## Державні нагороди
- Орден «За заслуги» III ст. (23 серпня 2024) — За досягнення високих спортивних результатів на XXXIII літніх Олімпійських іграх у місті Парижі (Французька Республіка), виявлені самовідданість та волю до перемоги, утвердження міжнародного авторитету України[48].